# Schloss Erolzheim

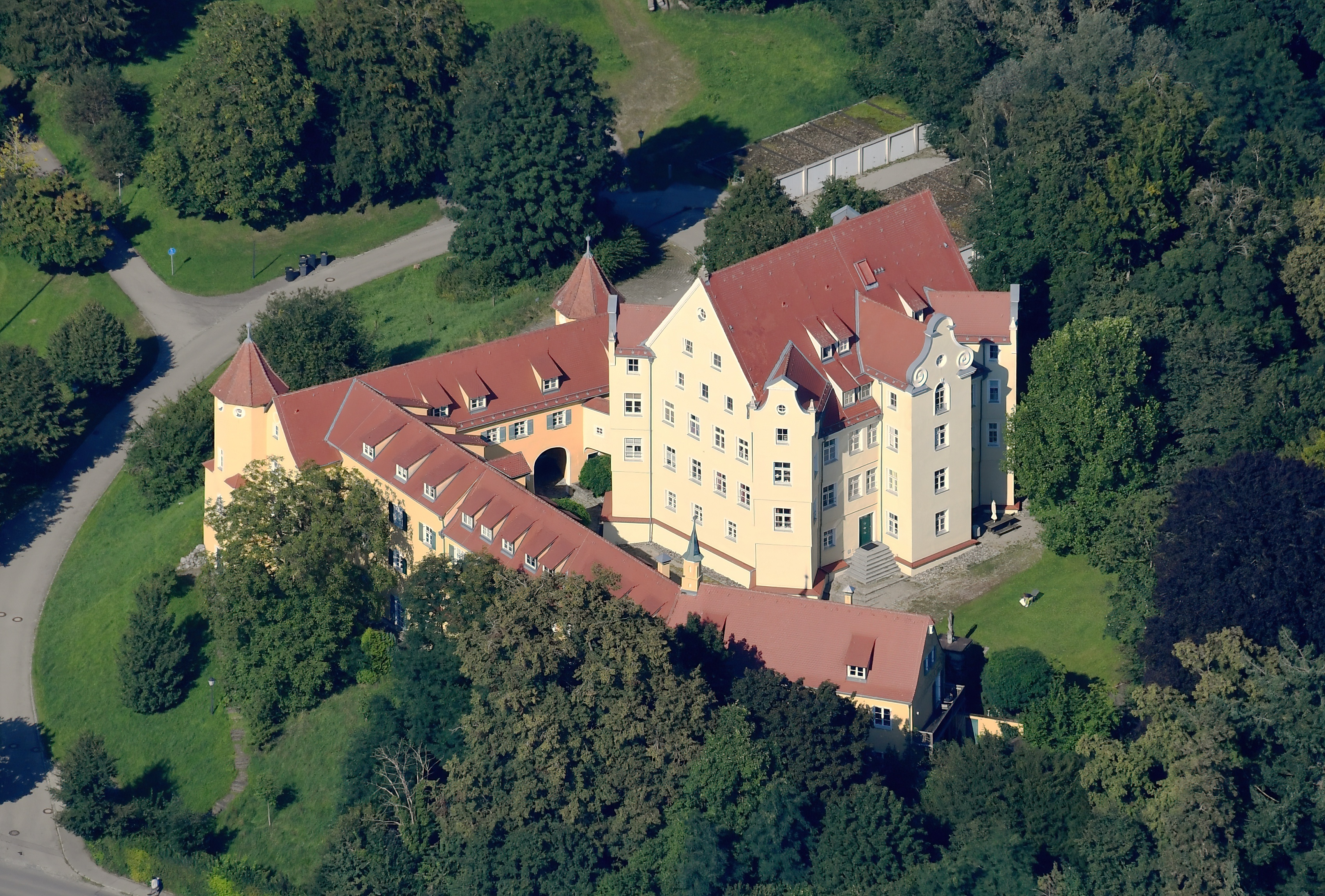
Luftbild des Schlosses Erolzheim

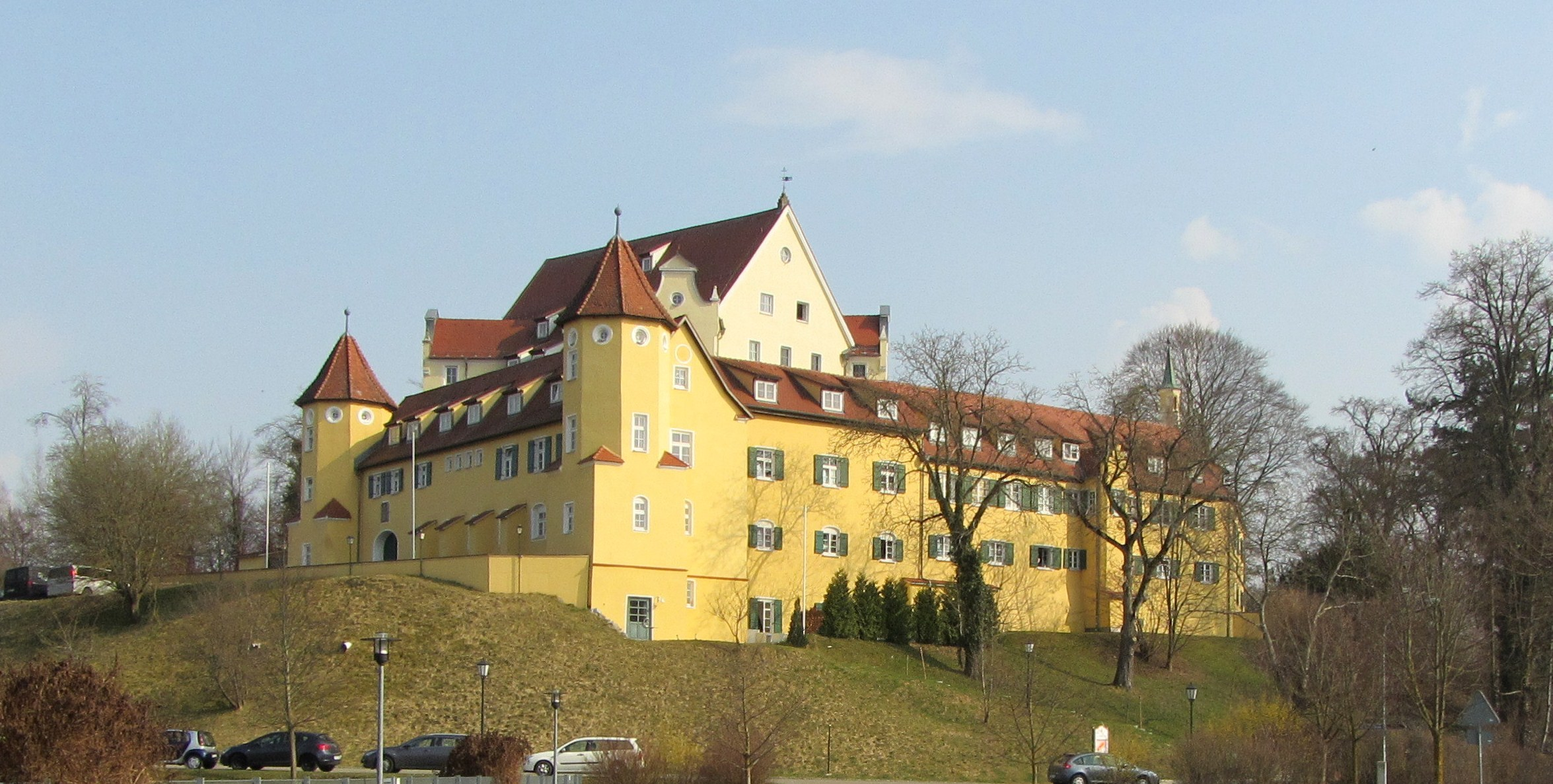
Schloss Erolzheim

Das Schloss Erolzheim steht in der Gemeinde Erolzheim in Oberschwaben und diente als Herrenhaus des gleichnamigen Rittergutes.

## Geschichte
Die Grundmauern des mehrfach umgebauten und erweiterten Schlosses gehen vermutlich auf eine Burg der Herren von Erolzheim zurück, die das Rittergut vom 12. bis ins 16. Jahrhundert besaßen. 1594 erwarb Konrad XI. von Bemmelberg (Bömmelberg) das bis zum Reichsdeputationshauptschluss 1803 reichsunmittelbare Rittergut. Bis 1826 blieb es im Besitz seiner Nachfahren, darunter die Freiherren von Boyneburg-Bömmelberg. In der Folge ging der Besitz durch Erbschaft oder Verkauf in rascher Folge an verschiedene Eigentümer über, zunächst an die Familie von Bernhardt. In dieser Zeit wurde der Hauptbau im neogotischen Stil überformt, im Norden bestand zeitweilig ein Brauereigebäude. 1915 erwarb der aus Ulm stammende Geheimrat Albert Constantin von Kienlin Schloss und Rittergut, das bis 1987 im Besitz der Familie blieb. Nach dem Zweiten Weltkrieg brannte das Hauptschloss unter französischer Besatzung völlig aus und wurde in der Folge nur äußerlich instand gesetzt, wobei seine Erscheinung wieder dem renaissancezeitlichen Ursprungszustand angenähert wurde. Nach dem Verkauf 1987 wurde das gesamte Schloss grundlegend umgebaut, heute sind darin Gewerbeflächen und private Wohnungen untergebracht.

## Architektur
Der Bau erhebt sich auf einem teils bewaldeten Hügel im Zentrum der Gemeinde Erolzheim, am Rande des Illertals. Kern der Anlage ist ein kompakter dreigeschossiger Putzbau mit vier Ecktürmen und einem mittig an der Südwand gelegenen Treppenturm. Darüber liegt ein mächtiges Ziegeldach mit Giebeln im Westen und Osten. Der Kernbau wird im Westen und Norden eingerahmt von einem mehrfach abknickenden, zweigeschossigen Nebentrakt, auf dessen südlichem Abschnitt ein kleiner Glockenturm steht. Der Nordflügel wird von zwei polygonalen Türmen flankiert, ein zweiflügeliges Tor führt durch ihn hindurch auf den Schlosshof. Oberhalb des Tores erinnert ein steinernes Löwenwappen an die letzte Besitzerfamilie von Kienlin.